# Athens (Géorgie)
Pour les articles homonymes, voir Athens.
Athens est une ville du comté de Clarke dans l'État de Géorgie, aux États-Unis. Selon le recensement de 2020, elle comptait 127 315 habitants.

## Enseignement
Athens abrite le campus de l'université de Géorgie (avec presque 34 000 étudiants, une des grandes universités publiques du Sud). La scène de rock, de folk et de blues y est très dynamique: les groupes de rock américain R.E.M., Jucifer, Neutral Milk Hotel, Of Montreal, Bradford Cox ou bien encore The B-52's en sont originaires.

## Démographie
| 1810 | 1850  | 1860  | 1870  | 1880  | 1890  |
| ---- | ----- | ----- | ----- | ----- | ----- |
| 273  | 1 661 | 3 848 | 4 251 | 6 099 | 8 639 |

| 1900   | 1910   | 1920   | 1930   | 1940   | 1950   |
| ------ | ------ | ------ | ------ | ------ | ------ |
| 10 245 | 14 913 | 16 748 | 18 192 | 20 650 | 28 180 |

| 1960   | 1970   | 1980   | 1990   | 2000    | 2010    |
| ------ | ------ | ------ | ------ | ------- | ------- |
| 31 355 | 44 342 | 42 549 | 45 734 | 100 266 | 115 452 |

## Transports
Athens possède un aéroport (Ben Epps Airport, code AITA : AHN).

## Personnalités
- Scott Adams (1966-2013), joueur américain de football américain, décédé à son domicile, à Athens.
- Charlayne Hunter-Gault, journaliste et militante des droits civiques américaine.
- Quavo, rappeur, chanteur et auteur-interprète américain.
- The B-52’s, groupe de musique américain formé en 1976 à Athens, précisément sur le campus de l’Université de Géorgie de la ville.